# TS Entertainment
TS Entertainment (кор. TS 엔터테인먼트; также известен как TS ENTER) — южнокорейский лейбл звукозаписи и агентство по поиску талантов, основанное в 2008 году Ким Тхэ Соном. Штаб-квартира была расположена в административном округе Йонсан-гу в Сеуле. Компания занималась продвижением таких групп, как Sonamoo и TRCNG.

## История
TS Entertainment был основан в 2008 году Ким Тхэ Соном, и первым артистом агентства стал хип-хоп дуэт Untouchable. В октябре 2009 года дебютировала первая женская группа — Secret, а в июле 2011 года в Токио было запущено японское подразделение TS Japan для продвижения артистов в Японии. В январе 2012 года состоялся дебют мужской группы B.A.P. В конце декабря 2014 года дебютировала женская группа Sonamoo, а осенью 2017 года состоялся дебют бойбенда TRCNG.
27 апреля 2018 года Ким Тхэ Сон умер, причину смерти не стали разглашать по просьбе его семьи. 9 июля 2021 года появилась информация об официальном закрытии компании.

## Бывшие артисты

### Бывшие звукозаписывающиеся артисты
- Untouchable (2008-2019)
  - Sleepy (2008-2019)[9]
  - D.Action (2008-2019)[10]
- Secret (2009-2018)
  - Хан Сон Хва (2009-2016)
  - Чон Хё Сон (2009-2018)
  - Сон Чжи Ын (2009-2018)
- B.A.P. (2012–2019)
- Sonamoo (2014–2021)
  - Сумин (2014–2019)[11][12][13]
  - Нахён (2014–2019)[11][12][13]
- TRCNG (2017-2021)
  - Уёп (2017-2019)[14]
  - Тэсон (2017–2019)[14]
- Jeonyoul

### Бывшие актёры
- Хан Су Ён (2011-2017)

## Дистрибьюторы
- LOEN Entertainment
- Kakao M

## Дискография
См. статью «TS Entertainment discography» в англ. разделе.